# Mariví Ugolino
Mariví Ugolino (Salto, 15. prosinca 1943. – Atlántida, 5. studenog 2024.) bila je urugvajska kiparica.

## Životopis
Nakon studija na Arhitektonskom fakultetu Republičkog sveučilišta u Urugvaju te Nacionalne škole likovnih umjetnosti, nastavlja svoje obrazovanje u školi "Pedro Figari".
Djelovala je kao jedna od savjetnica Ministarstva kulture, prosvjete i baštine Urugvaja. Tijekom svoje karijere sudjelovao je na više izložbi, i individualno i kolektivno, što ju je dovelo do njezine velike prepoznatljivosti, kako u rodnom gradu, tako i u svojoj zemlji.